# Verwaltungsgemeinschaft Glonn
Die Verwaltungsgemeinschaft Glonn liegt im oberbayerischen Landkreis Ebersberg und wird von folgenden Gemeinden gebildet:
1. Baiern, 1531 Einwohner, 19,97 km²
2. Bruck, 1353 Einwohner, 21,59 km²
3. Egmating, 2391 Einwohner, 19,16 km²
4. Glonn, Markt, 5329 Einwohner, 30,23 km²
5. Moosach, 1510 Einwohner, 18,20 km²
6. Oberpframmern, 2503 Einwohner, 18,48 km²

Sitz der Verwaltungsgemeinschaft ist Glonn. 
Die Gemeinden haben sich 1978 im Zuge der Gebietsreform in Bayern zur Verwaltungsgemeinschaft zusammengeschlossen.